# Olstorp
Olstorp est une localité de Suède située dans la commune de Lerum du comté de Västra Götaland. Elle couvre une superficie de 1,65 km2. En 2010, elle compte 1 281 habitants.